# 千葉太一
千葉 太一（ちば たいち、1994年9月22日 - ）は、ジャパンラグビーリーグワンリコーブラックラムズ東京に所属するラグビー選手。

## プロフィール
- 東京都出身[1]。
- ポジションはプロップ(PR)[2]。
- 身長 176 cm、体重 117 kg

## 略歴
2013年、早稲田実業高校卒業後、早稲田大学に入る。
2017年、早稲田大学卒業後、リコーブラックラムズ(現・リコーブラックラムズ東京)に加入。
2018年10月8日に行われたジャパンラグビートップリーグ総合順位決定トーナメント2回戦のパナソニック ワイルドナイツ戦にて途中出場で公式戦初出場を果たす。